# سوفي مورر
سوفي مورر (بالفرنسية: Sophie Maurer) (3 يناير 1994 بلوكسمبورغ - ) هي لاعبة كرة قدم لوكسمبورغية في مركز الهجوم. شاركت مع منتخب لوكسمبورغ الوطني لكرة القدم للسيدات.

## وصلات خارجية
- سوفي مورر على موقع Soccerway.com (الإنجليزية)
- سوفي مورر على موقع عالم كرة القدم.نت (الإنجليزية)